# Amy Ryan
Pour les articles homonymes, voir Ryan.
Amy Dziewiontkowski dite Amy Ryan,, née le 3 mai 1968 dans le Queens à New York, est une actrice américaine.
Elle est principalement connue pour avoir incarné Helene McCready, dans le film Gone Baby Gone, qui lui a valu une nomination à l'Oscar de la meilleure actrice dans un second rôle.
Elle est également connue à la télévision pour ses rôles dans les séries Sur écoute (The Wire), dans lequel elle incarne l'officier Beadie Russell, The Office, dans lequel elle interprète la représentante des ressources humaines Holly Flax (en) et En analyse, dans le rôle de la psychologue et thérapeute Adele Brouse.

## Biographie

### Jeunesse et formation
Née dans le Queens à New York et d'origines anglaise, irlandaise et polonaise, Amy Beth Dziewiontkowska est la fille de Pamela (née Ryan), infirmière et de John Dziewiontkowski, propriétaire d'une entreprise de camionnage,,,.
Jeune, elle distribue à vélo, avec sa sœur, le Daily News, puis entreprend des études secondaires à la New York High School of Performance Arts où elle est diplômée, à dix-sept ans,, puis suit des études au Stagedoor Manor Performing Arts Training Center,. Dès sa sortie de l'école, elle rejoint la distribution de la pièce de théâtre Biloxi Blues, de Neil Simon,. Elle choisit de prendre le nom de jeune fille de sa mère comme nom de scène,.

### Révélation théâtrale et débuts à Hollywood (années 1990)
Elle fait ses débuts théâtraux off-Broadway au Westside Theatre, en 1987, dans la pièce A Shayna Maidel, où elle incarne Hanna. L'année suivante, elle participe à la reprise de The Rimers of Eldritch, au Second Stage Theatre Company,. Ryan joue dans plusieurs pièces off-Broadway, telles que As Bees In Honey Drown, Crimes of the Heart et Saved,,,.
Elle travaille également dans le théâtre régional, donnant vie à des personnages créés par Neil LaBute, Arthur Miller et Neil Simon. Sur Broadway, elle joue Tess, dans The Sisters Rosensweig, Natasha, dans la reprise des Trois Sœurs, en 1997, et Peggy, dans la reprise de The Women,.
Amy Ryan est nommé à deux reprises au Tony Awards comme meilleure actrice dans une pièce de théâtre : en 2000, pour sa prestation de Sonia dans Oncle Vania, puis, cinq ans plus tard, pour son interprétation de Stella Kowalski dans Un tramway nommé Désir,,,, où elle est opposée à John C. Reilly.
Parallèlement, elle décroche ses premiers rôles à la télévision : après un bref passage dans As the World Turns, elle intègre la distribution régulière de la série Les Ailes du destin,, dans laquelle elle incarne une lycéenne aguicheuse, puis elle joue le personnage de Marion Ross, dans les flash-backs de Brooklyn Bridge (en). Après des apparitions dans Urgences et La Vie à tout prix (Chicago Hope), elle tient le rôle régulier de la belle-fille gâtée de Téa Leoni dans Une fille à scandales,,. En 1993, elle fait sa première apparition dans New York, police judiciaire, où elle participe à plusieurs reprises au cours des années,, ainsi que dans les séries dérivées.
Ses débuts sur grand écran se font dans Grace of My Heart, en 1998, dans lequel elle incarne l'épouse d'Eric Stoltz, mais ses scènes sont supprimées au montage final. Toutefois, ses véritables débuts au cinéma se font l'année suivante, dans le long-métrage Roberta,.

### Révélation critique (années 2000)
En 2001, le réalisateur Sidney Lumet l'engage pour participer à sa série Tribunal central dans deux rôles différents, dont un régulier,.
En 2003, elle obtient un premier rôle important dans la série Sur écoute, dans laquelle elle incarne, de la deuxième saison à la cinquième et dernière saison, l'officier de police Beadie Russell,,.
Au cinéma, elle participe aux drames Tu peux compter sur moi, et Keane,,. Albert Brooks la choisit pour incarner son épouse, dans son long-métrage Looking for Comedy in the Muslim World (en), et participe aux longs-métrages Coup de foudre à Rhode Island, avec Steve Carell et Juliette Binoche, et 7 h 58 ce samedi-là, réalisé par Sidney Lumet, avec Philip Seymour Hoffman et Ethan Hawke, dans lequel elle incarne l'ex-femme du personnage incarné par Hawke,,.
En 2005, son interprétation de l'épouse du shérif dans Truman Capote, lui vaut d'obtenir des critiques positives, mais ce n'est qu'en 2007 avec Gone Baby Gone, dans lequel elle joue une mère droguée et indigne dont la fillette est portée disparue, qui lui permet de se faire connaître d'un large public, au niveau national,,,.

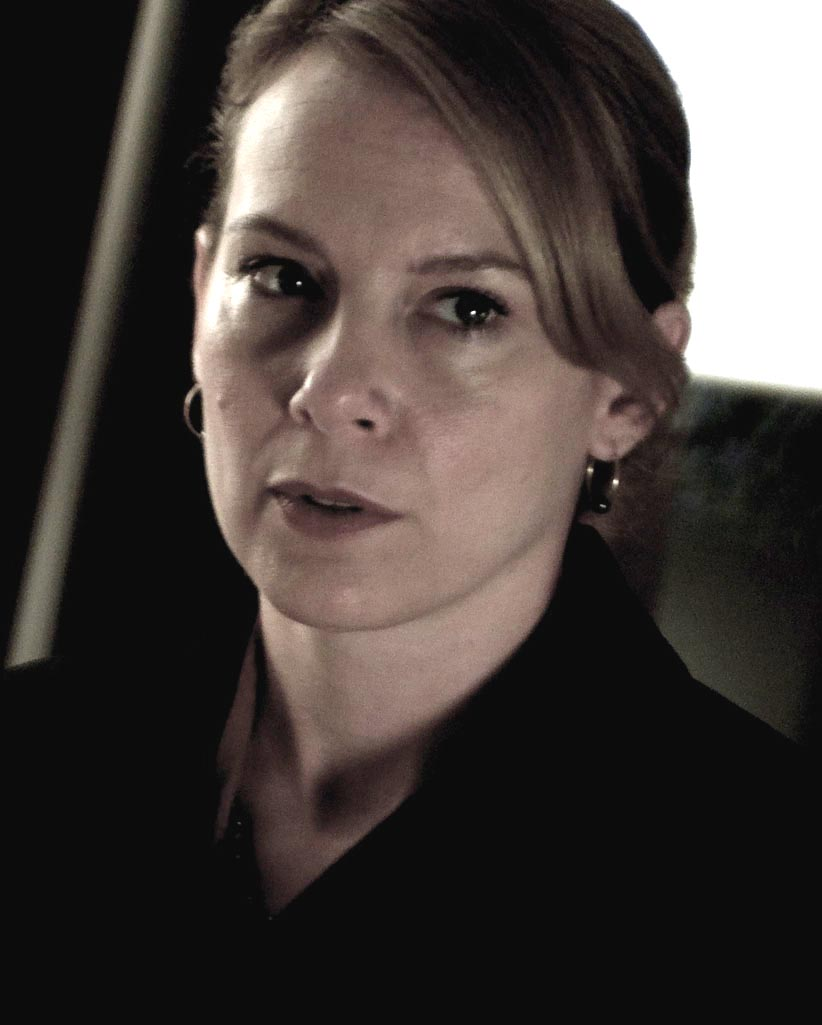
L'actrice en 2007, l'année de la reconnaissance critique au cinéma, avec Gone Baby Gone.

Sa prestation dans Gone Baby Gone est saluée par les professionnels du cinéma et la critique, puisqu'elle obtient le National Board of Review de la meilleure actrice dans un second rôle, ainsi que les associations de critiques de film des États-Unis : New York, Los Angeles, Boston, San Francisco et Washington. Sa performance lui vaut d'être nommé au Golden Globe de la meilleure actrice dans un second rôle et à l'Oscar de la meilleure actrice dans un second rôle.
Dans la foulée, elle tourne L'Échange, sous la direction de Clint Eastwood,. Mais avant la sortie de ce drame historique acclamé par la critique et porté par la prestation de Angelina Jolie, c'est dans un registre comique qu'elle se distingue ensuite : en effet, début 2008, elle apparait dans le dernier épisode de la quatrième saison de la série humoristique The Office, dans laquelle elle est Holly Flax, représentante des ressources humaines. Elle reprend son rôle au cours des quatre premiers épisodes de la cinquième saison, avant de reprendre le tournage de films . Elle revient juste pour une apparition dans le dernier épisode de la saison 5.
L'année 2010 lui permet de confirmer : au cinéma, elle est à l'affiche du thriller géopolitique Green Zone, partageant la vedette avec Matt Damon,,,.
La même année, elle tient le rôle principal féminin du premier film réalisé par Philip Seymour Hoffman, Rendez-vous l'été prochain, adapté d'une pièce de théâtre, dans lequel elle reprend le rôle de Beth Cole,.
Enfin, elle fait partie de la distribution de la troisième saison de la série dramatique En analyse, où elle incarne la thérapeute du héros, le docteur Paul Weston.
Dans la foulée, elle retrouve le costume de Holly Flax dans The Office. Elle apparait dans huit épisodes de la septième saison, menant au départ de la star de la série, Steve Carrell, diffusés début 2011. Il s'agit de son dernier rôle récurrent à la télévision.

### Confirmation au cinéma (années 2010)
Cette année 2011, elle n'apparait qu'une seule fois au cinéma : elle tient le rôle de l'épouse de Paul Giamatti dans la comédie dramatique indépendante Les Winners, réalisé par Thomas McCarthy et présenté en janvier 2011 au Festival de Sundance.

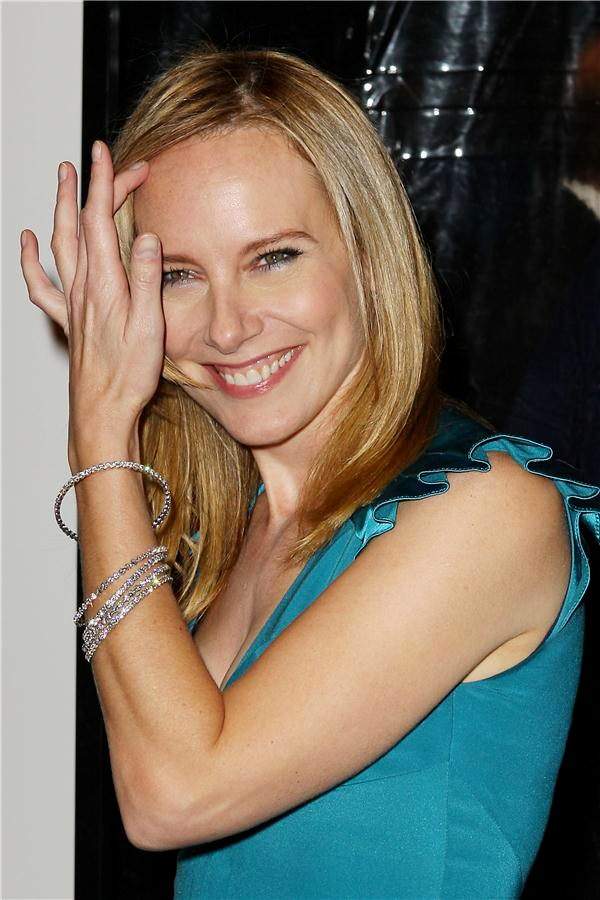
L'actrice en 2013.

L'année 2013 marque son retour, avec un téléfilm sur la chaîne HBO et trois films dramatiques : le drame psychologique Breathe In, présenté au Festival de Sundance en janvier 2013, puis le film d'action Évasion, aux côtés de Sylvester Stallone et Arnold Schwarzenegger, qui sort en novembre 2013 en France ; et enfin, le drame historique Les trois crimes du West Memphis.
En 2014, elle est au casting d'un seul film, mais acclamé par la critique : la comédie dramatique Birdman, qui remporte de nombreux prix, dont celui de l'Oscar du meilleur film en 2015.
L'année 2015 lui permet de continuer à alterner les genres : elle est au casting de deux projets indépendants : la comédie décalée, Don Verdean, écrite et réalisée par Jared Hess et le drame Back Home, écrit et réalisé par Joachim Trier. Mais elle joue aussi dans deux grosses productions : le blockbuster fantastique pour la jeunesse Chair de poule, le film, aux côtés de Jack Black, ainsi que le drame historique Le Pont des espions, sous la direction de Steven Spielberg.
En 2016, elle revient à la comédie populaire en tenant le premier rôle féminin de Agents presque secrets, aux côtés du tandem Dwayne Johnson / Kevin Hart. Elle est aussi au casting du thriller historique Infiltrator, avec Bryan Cranston en tête d'affiche. Enfin, elle joue dans le film d'aventures Monster Cars, de Chris Wedge. En 2021, elle joue le rôle de Jan dans la série télévisée Only Murders in the Building.

## Vie privée
Amy Ryan a été en couple pendant plusieurs années avec l'acteur Brian O'Byrne. Depuis 2011, elle est fiancée à Eric Slovin. Elle donne naissance à une fille, Georgia Gracie, le 15 octobre 2009, issue de cette union. Le 23 août 2011, Ryan se marie avec Slovin.
Elle est une amie proche de l'actrice Patricia Clarkson.

## Filmographie

### Cinéma

#### Longs métrages
- 1999 : Roberta d'Eric Mandelbaum : Judy
- 2000 : Tu peux compter sur moi (You Can Count on Me) de Kenneth Lonergan : Rachel Louise Prescott
- 2004 : Keane de Lodge H. Kerrigan : Lynn Bedik
- 2005 : La Guerre des mondes (War of the Worlds) de Steven Spielberg : La voisine avec le bébé
- 2005 : Truman Capote (Capote) de Bennett Miller : Marie Dewey
- 2006 : Looking for Comedy in the Muslim World de Albert Brooks : Emily Brooks
- 2006 : Marvelous de Síofra Campbell : Queenie
- 2007 : Gone Baby Gone de Ben Affleck : Helene McCready
- 2007 : 7 h 58 ce samedi-là (Before the Devil Knows You're Dead) de Sidney Lumet : Martha Hanson
- 2007 : Coup de foudre à Rhode Island (Dan in a Real Life) de Peter Hedges : Eileen Burns
- 2007 : Neal Cassady de Noah Buschel : Carolyn Cassady
- 2008 : L'Échange (Changeling) de Clint Eastwood : Carol Dexter
- 2009 : The Missing Person de Noah Buschel : Miss Charley (également productrice exécutive)
- 2009 : Bob Funk de Craig Carlisle : Mme Wright
- 2010 : Rendez-vous l'été prochain (Jack Goes Boating) de Philip Seymour Hoffman : Connie
- 2010 : Green Zone de Paul Greengrass : Lawrie Dayne
- 2011 : Les Winners (Win Win) de Thomas McCarthy : Jackie Flaherty
- 2013 : Défendu (Breathe In) de Drake Doremus : Megan Reynolds
- 2013 : Les 3 crimes de West Memphis (Devil's Knot) d'Atom Egoyan : Margaret Lax
- 2013 : Évasion (Escape Plan) de Mikael Håfström : Abigail Ross
- 2014 : Birdman d'Alejandro González Iñárritu : Sylvia
- 2014 : Don Verdean de Jared Hess : Carol
- 2015 : Chair de poule, le film (Goosebumps) de Rob Letterman : Gale Cooper
- 2015 : Le Pont des espions (Bridge of Spies) de Steven Spielberg : Mary Donovan
- 2015 : Back Home (Louder than Bombs) de Joachim Trier : Hannah
- 2016 : Agents presque secrets (Central Intelligence) de Rawson Marshall Thurber : Agent Pamela Harris
- 2016 : Infiltrator (The Infiltrator) de Brad Furman : Bonni Tischler
- 2016 : Monster Cars (Monster Trucks) de Chris Wedge : Cindy
- 2018 : My Beautiful Boy (Beautiful Boy) de Felix Van Groeningen : Vicki Sheff
- 2019 : Late Night de Nisha Ganatra : Caroline Morton
- 2019 : Virgin Secrets (Strange but True) de Rowan Athale : Charlene Chase
- 2020 : Lost Girls de Liz Garbus : Mari Gilbert
- 2021 : À quel prix ? (Worth) de Sara Colangelo : Camille Biros
- 2023 : Beau Is Afraid d’Ari Aster : Grace
- 2024 : Wolfs de Jon Watts : Margaret

#### Courts métrages
- 2000 : A Pork Chop for Larry de David Diliberto : Beth
- 2006 : Shiner de Mike Doyle : La mère
- 2007 : Forward de Cecily Rhett

### Télévision

#### Séries télévisées
- 1990 : As the World Turns : Renee
- 1991 : Code Quantum (Quantum Leap) : Libby McBain[n 1]
- 1991 : Brooklyn Bridge (en) : Sophie jeune
- 1992 : Papa bricole (Home Improvment) : Robin
- 1992 : Les Ailes du destin (I'll Fly Away) : Parkie Sasser
- 1993 / 2006 : New York, police judiciaire (Law & Order) : Amy / Valerie Messick
- 1995 : Les Anges de la ville (Sirens) : April Ward[n 2]
- 1995 : Urgences (ER) : Sœur Elizabeth [n 3]
- 1995 - 1996 : Une fille à scandales (The Naked Truth) : Chloe Banks
- 1998 : La Vie à tout prix (Chicago Hope) : Helen Sherwood[n 4]
- 1998 : De mères en filles (A Will of Their Own) : Carrie Baker
- 1999 : Homicide (Homicide: Life on the Street) : Erika Cullen
- 2000 : New York, unité spéciale : Lorraine Hansen
- 2001 - 2002 : Tribunal central (100 Centre Street) : Ellen / Rebecca Rifkind
- 2002 : Le Justicier de l'ombre (Hack) :
- 2003 / 2006 : New York, section criminelle (Law & Order: Criminal Intent) : Julie Turner / Edie Nelson
- 2003 - 2008 : Sur écoute (The Wire) : Beatrice 'Beadie' Russell
- 2004 : New York 911 (Third Watch) : le docteur Jenny Hanson[n 5]
- 2006 : American Experience : Luzena Wilson
- 2006 - 2007 : Kidnapped : Maureen Campbell
- 2008 : Independent Lens : Anita Hoffman
- 2008 - 2011 : The Office : Holly Flax
- 2010 : En analyse (In Treatment) : Dr Adele Brouse
- 2015 / 2017 : Broad City : Heidi Strand
- 2016 / 2019 : High Maintenance : Gigi
- 2018 : Robot Chicken : Liesl von Trapp (voix)
- 2021 - 2022, 2024 : Only Murders in the Building : Jan Bellows
- 2024 : Sugar : Melanie Mackintosh / Melanie Matthews

#### Téléfilms
- 1992 : L'Assassin au fond des bois (In the Deep Woods) de Charles Correll : Beth
- 1998 : Remembering Sex de Julie Lynch : Elaine Devlin
- 2002 : Basketball Wives de Steve Buscemi : Megan Salermo
- 2007 : M.O.N.Y. de Spike Lee : Marcie Futterman
- 2013 : Clear History de Greg Mottola : Wendy

## Théâtre
Sauf mention contraire, la liste des pièces de théâtres dans lesquelles Amy Ryan a joué est issue du site Internet Broadway Database, Lortel Archives (en) et Playbill Vault
- 1988 : The Rimers of Eldritch de Lanford Wilson, mise en scène de Mark Brokaw, au McGinn-Cazale Theatre
- 1993-1994 : The Sisters Rosensweig de Wendy Wasserstein, mise en scène de Daniel Sullivan, au Ethel Barrymore Theatre[n 6]
- 1997 : Les Trois Sœurs (The Three Sisters) d'Anton Tchekhov, mise en scène de Scott Elliott, au Criterion Center Stage Right[n 6]
- 1997-1998 : As Bees in Honey Drown de Douglas Carter Beane, mise en scène de Mark Brokaw, au Lucille Lortel Theatre
- 1999 : The Author's Voice & Imagining Brad de Richard Greenberg et Peter Hedges, mise en scène de Evan Yionoulis, au Greenwich House
- 2000 : Oncle Vania (Uncle Vanya) d'Anton Tchekhov, mise en scène de Michael Mayer, au Brooks Atkinson Theatre
- 2001 : Saved de Edward Bond, mise en scène de Robert Woodruff
- 2001 : Crimes of the Heart de Beth Henley, mise en scène de Garry Hynes, au Second Stage Theatre
- 2001-2002 : The Women de Clare Boothe Luce, mise en scène de Scott Elliott, au American Airlines Theatre
- 2005 : On the Mountain de Christopher Shinn, mise en scène de Jo Bonney au Playwrights Horizons
- 2005 : Un tramway nommé Désir (A Streetcar Named Desire) de Tennessee Williams, mise en scène de Edward Hall au Studio 54
- 2006 : The 24 Hours Play, segment The Sunday Times, de Terrence McNally, mise en scène de Miguel Arteta au American Airlines Theatre
- 2012 : Detroit de Lisa D'Amour, mise en scène de Anne Kauffman au Playwrights Horizons

## Distinctions

### Récompenses
- 2007 : FFCC Award de la meilleure actrice dans un second rôle pour Gone Baby Gone[43]
- 2007 : NBR Award de la meilleure actrice dans un second rôle pour Gone Baby Gone[43]
- 2007 : WAFCA Award de la meilleure actrice dans un second rôle pour Gone Baby Gone[43]
- 2007 : SEFCA Award de la meilleure actrice dans un second rôle pour Gone Baby Gone[43]
- 2007 : SFFCC Award de la meilleure actrice dans un second rôle pour Gone Baby Gone[43]
- 2007 : SDFCS Award de la meilleure actrice dans un second rôle pour Gone Baby Gone[43]
- 2007 : Satellite Award de la meilleure actrice dans un second rôle pour Gone Baby Gone[43]
- 2007 : BSFC Award de la meilleure actrice dans un second rôle pour Gone Baby Gone[43]
- 2007 : PFCS Award de la meilleure actrice dans un second rôle pour Gone Baby Gone[43]
- 2007 : NYFCC Award de la meilleure actrice dans un second rôle pour Gone Baby Gone[43]
- 2007 : Capri Arts Award pour Gone Baby Gone[43]
- 2008 : Critics Choice Award de la meilleure actrice dans un second rôle pour Gone Baby Gone[43]
- 2008 : 2de place au NSFC Award de la meilleure actrice dans un second rôle pour 7 h 58 ce samedi-là et Gone Baby Gone[43]
- 2007 : Gotham Award de la meilleure distribution d'ensemble pour 7 h 58 ce samedi-là[43]
- 2008 : Virtuoso Award au Festival international du film de Santa Barbara[43]
- 2008 : OFCS Award de la meilleure actrice dans un second rôle pour Gone Baby Gone[43]

### Nominations
- 2000 : Tony Award de la meilleure actrice dans une pièce de théâtre pour Oncle Vania[44]
- 2005 : Tony Award de la meilleure actrice dans une pièce de théâtre pour Un tramway nommé Désir[44]
- 2007 : CFCA Award de la meilleure actrice dans un second rôle pour Gone Baby Gone[43]
- 2007 : TFCA Award de la meilleure actrice dans un second rôle pour Gone Baby Gone[43]
- 2008 : VFCC Award de la meilleure actrice dans un second rôle pour Gone Baby Gone[43]
- 2008 : Critics Choice Award de la meilleure distribution d'ensemble pour 7 h 58 ce samedi-là et Gone Baby Gone[43]
- 2008 : Golden Globe de la meilleure actrice dans un second rôle pour Gone Baby Gone[43]
- 2008 : Oscar de la meilleure actrice dans un second rôle pour Gone Baby Gone[43]
- 2008 : SAG Award de la meilleure actrice dans un second rôle pour Gone Baby Gone[43]
- 2009 : Golden Nymph de la meilleure actrice dans une série comique Festival de télévision de Monte-Carlo pour The Office[43]
- 2011 : Chlotrudis Award de la meilleure distribution d'ensemble pour Rendez-vous l'été prochain[43]

## Voix francophones
Dans les pays francophones, Amy Ryan est doublée par plusieurs comédiennes, mais seules deux l'ont doublé de façon régulière : Dominique Lelong, pour la France, à sept reprises et Mélanie Laberge, au Québec, à onze reprises.